# لورنسکوگ
لورنسکوگ (به لاتین: Lørenskog) یک شهرداری در نروژ است که در آکرشوس واقع شده‌است.

## خصوصیات
لورنسکوگ ۷۱ کیلومترمربع مساحت و ۳۳٬۳۰۸ نفر جمعیت دارد.

## خواهرخوانده
شهر تابی، سوئد خواهرخواندهٔ لورنسکوگ هست.